# 皮若勒
皮若勒（法語：Pujols，法語發音：[pyʒɔl]）是法国洛特-加龙省的一个市镇，位于该省中东部，属于洛特河畔新城区。

## 地理
皮若勒（44°23'8"N, 0°41'18"E）面积24.98 平方千米，位于法国新阿基坦大区洛特-加龍省，该省份为法国西南部内陆省份，北起多爾多涅省，西接吉倫特省和朗德省，南至热尔省，东临塔恩-加龙省和洛特省。
与皮若勒接壤的市镇（或旧市镇、城区）包括：比亚斯、欧特法日拉图尔、圣安托万-德菲卡尔巴、圣科隆布-德维勒讷沃、洛特河畔新城。

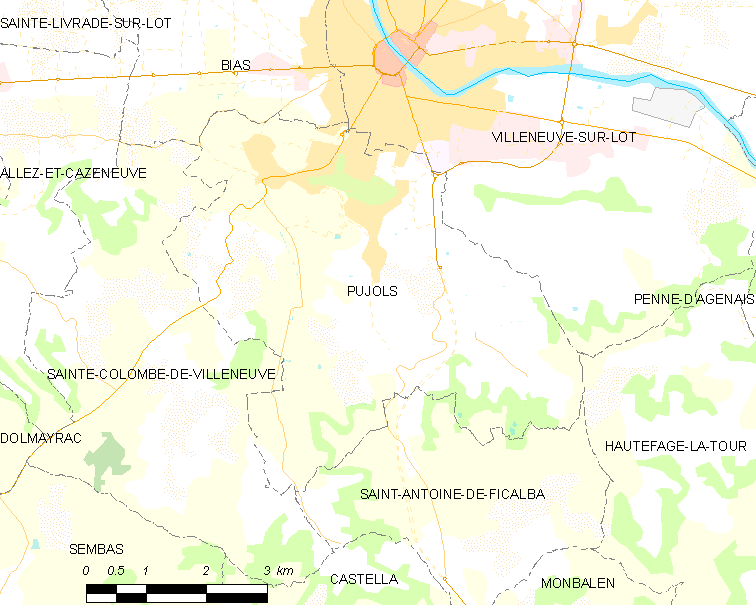
皮若勒的OSM定位图

皮若勒的时区为UTC+01:00、UTC+02:00（夏令时）。

## 行政
皮若勒的邮政编码为47300，INSEE市镇编码为47215。

## 政治
皮若勒所属的省级选区为洛特河畔新城第二县。

## 人口

1962-2008年间皮若勒人口变化图示

皮若勒于2022年1月1日时的人口数量为3776人。